# 林內爾營 (加利福尼亞州)
林內爾營（英語：Linnell Camp）是位於美國加利福尼亞州圖萊里縣的一個人口普查指定地區。

## 地理
林內爾營的座標為36°18′32″N 119°13′21″W / 36.30889°N 119.22250°W，而該地最高點為海拔高度109米（即358英尺）。

## 人口
根據2010年美國人口普查的數據，林內爾營的面積為0.303平方千米，當中陸地面積為0.303平方千米，而水域面積為0.000平方千米。當地共有人口849人，而人口密度為每平方千米2,801人。